# John Brown Farm State Historic Site
Il John Brown Farm State Historic Site (John Brown Farm and Gravesite) comprende la dimora e il luogo di riposo ultimo del leader dell'abolizionismo negli Stati Uniti d'America John Brown (1800 - 1859).
Si trova su "John Brown Road" a North Elba nei pressi di Lake Placid, Stato di New York, dove l'attivista si trasferì nel 1849 per condurvi gli schiavi liberati ed introdurli all'arte dell'agricoltura. È stato dichiarato un National Historic Landmark nel 1998; gestito dall'amministrazione statale fin dal 1896, i terreni sono aperti al pubblico per tutto l'anno e le visite dell'abitazione sono offerte nei mesi estivi.

## Storia e descrizione
La John Brown Farm si trova a Sud del villaggio di Lake Placid, tra la cittadina di North Elba e l'aeroporto di Lake Placid su John Brown Road. La proprietà è di 270 acri (110 ha) di dimensioni, di cui il terzo settentrionale ospita la parte sviluppata del sito, in equilibrio sulle colline ora riforestate.
L'area sviluppata comprende la casa colonica e il fienile di John Brown, così come la casa di un custode e altre infrastrutture per i visitatori. Il cimitero di famiglia è anch'esso parte integrante del sito, circondato da una recinzione di ferro. Una statua dedicata alla sua memoria, ivi posta nel 1935, si trova nelle vicinanze.
La casa è una struttura a telaio in legno con di 2 piani, con un tetto a spiovente ed un esterno rivestito di pannelli. La sua parte anteriore è larga quattro campate, con l'ingresso nella parte centrale sinistra, sormontato da una finestra sul davanti. La maggior parte delle finiture, sia interne che esterne, sono restauri eseguiti nella seconda metà del XX° secolo atti ad ottenere un aspetto del tutto simile a quello che avrebbe dovuto avere negli anni 1860.
John Brown vi giunse per la prima volta nel 1848, come parte di un progetto finanziato da Gerrit Smith per aiutare gli schiavi liberati a fargli apprendere un mestiere, di diventare cioè agricoltori autosufficienti. In base a tale fine lui e i suoi figli riusciranno ad acquistare questa terra nel 1850.
Nel 1855 Brown si trasferì nel Territorio del Kansas per sostenere gli sforzi dei suoi figli adulti per mantenere la regione uno stato libero ed impedire in tal maniera di renderlo accessibile allo schiavismo; nel Bleeding Kansas combatté i sudisti filo-schiavisti e vi perse un primo figlio. Ritornò a visitare la famiglia rimasta negli Stati Uniti d'America nord-orientali diverse volte.
Nel 1859 tentò di avviare un movimento di liberazione tra gli afroamericani ridotti in schiavitù occupando l'arsenale di Harpers Ferry, nell'odierna Virginia Occidentale. Per quest'azione, il raid di John Brown contro Harpers Ferry, fu processato per tradimento (reato) contro lo Stato della Virginia e subì l'impiccagione.
La famiglia vendette la proprietà (ad eccezione del cimitero) nel 1863. Nel 1870 fu acquistata dalla giornalista ed attrice Kate Field, la quale costituì un'associazione per sorvegliare la sua conservazione e renderla accessibile ai visitatori. Fu infine definitivamente acquisito dallo stato nel 1896.